# AFRO Magazine
AFRO Magazine is een tijdschrift gericht op Nederlanders met Afrikaanse roots. Het werd gelanceerd in juni 2015 door schrijver en uitgever Marvin Hokstam en is onderdeel van Hox Projects. AFRO Magazine is een online magazine en brengt gedrukte thema-edities uit. 
AFRO Magazine publiceert nieuws, opiniestukken en achtergrondverhalen uit de Afrikaanse diaspora-gemeenschappen in Nederland. De onderwerpsgebieden zijn onderwijs, sport, kunst, cultuur en politiek. De oprichters waren van mening dat de verhalen uit deze gemeenschappen onvoldoende of onvolledig aan bod kwamen in de reguliere media. Ze willen met AFRO Magazine een gat in de mediamarkt vullen en een vollediger en genuanceerder beeld schetsen van de Nederlandse cultuur.
Hox Projects is de uitgever van AFRO Magazine NL en de Engelstalige editie AFRO Magazine EU. Hox Projects levert diensten op het gebied van media, communicatie en educatie gericht op de uitdagingen van de Afrikaanse (diaspora)-gemeenschappen. Hox Projects omvat ook stichting Bigi Bon en het Broos Institute for Afrocentric Studies and Research.